# Rollandite
La rollandite è un minerale.

## Etimologia
Il nome è in onore del collezionista di minerali francese Pierre Rolland (1940- ), specialista dei giacimenti di Roua, nelle Alpi Marittime.